# Laurens van Pyl
Laurens van Pyl est le 13e gouverneur du Ceylan néerlandais.